# Detefon
Detefon é um inseticida de uso doméstico utilizado para eliminar moscas, mosquitos, pernilongos e baratas. É eficiente também contra o Aedes aegypti (mosquito da dengue).

## História
O produto teve o seu inicio de produção e comercialização em 1924 pelo Laboratório Fontoura, que utilizou no material de divulgação o personagem Jéca Tatuzinho, criado pelo escritor Monteiro Lobato.
No ano de 1947 o Laboratório Anakol registrou o produto em duas versões: o "Mata-Tudo" nas embalagens aerossol, líquida, espiral e isca e o "Mata-Baratas" nas embalagens líquida e aerossol.
Em 1970 o Detefon precisou retirar de sua fórmula o DDT, que tinha dado o prêmio Nobel de Química ao cientista e entomologista da Suíça Paul Müller em 1939, após o produto ter sido proibido em vários países por contaminar alimentos e intoxicar pessoas e animais. O livro Silent Spring de autoria de Rachel Carson publicado em 1962 um dos primeiros defensores do movimento ambientalista, teve papel importante no banimento do DDT.
A multinacional Reckitt Benckiser em 1990 e a linha "Mata-Baratas" foi tirada do mercado assim como a versão em iscas.
A Agência Nacional de Vigilância Sanitária (Anvisa) proibiu o uso doméstico do DDT em 1997 e em 2003 vetou a utilização da expressão expressão "mata-tudo" das embalagens dos inseticidas. A linha foi relançada como o nome de "Ação Total".

## Utilização
A revista O Cruzeiro anunciava em 1953 que o Detefon era indicado para matar insetos e no combate a malária, febre amarela e tifo e que o agente ativo diclorodifeniltricloroetano DDT tinha uma ação prolongada por vários meses. O produto deve ser aplicado em ambiente fechado em pontos esconderijos de insetos, após cerca de 20 minutos o local deve ser arejado. O acesso de pessoas e animais domésticos no local só deve acontecer após uma boa ventilação.